# النابغة الغنوي
النابغة الغنوي هو النابغة بن لأي بن مطيع. ينتهي نسبه إلى بنو غني. وكان فيما يقال من الشعراء الفرسان. وقيل إنه قال يوم محجر، (وهو ماء لطي):
ويقال إنه كان له ولد شاعر يقال له: (جوين بن النابغة).